# Polesella
Polesella é uma comuna italiana da região do Vêneto, província de Rovigo, com cerca de 3.957 habitantes. Estende-se por uma área de 16 km², tendo uma densidade populacional de 247 hab/km². Faz fronteira com Arquà Polesine, Bosaro, Canaro, Frassinelle Polesine, Guarda Veneta, Ro (FE).

## Demografia
| Variação demográfica do município entre 1861 e 2011                               |
|                                                                                   |
| Fonte: Istituto Nazionale di Statistica (ISTAT) - Elaboração gráfica da Wikipedia |